# Hiromu Maeno
| 54862 Sundaigakuen | 23 luglio 2001    |
| 55477 Soroban      | 18 ottobre 2001   |
| 63068 Moraes       | 23 novembre 2000  |
| 124844 Hirotamasao | 13 ottobre 2001   |
| 181043 Anan        | 4 agosto 2005     |
| 190057 Nakagawa    | 14 settembre 2004 |
| 220736 Niihama     | 11 ottobre 2004   |

Hiromu Maeno (前野拓?, Maeno Hiromu; ...) è un astronomo amatoriale giapponese.
Il Minor Planet Center gli accredita la scoperta di sette asteroidi, effettuate tra il 2000 e il 2005, di cui tre in collaborazione con Hisao Hori.